# Winnie l'ourson : Bonne Année
Cet article possède un paronyme, voir Bonne année.
Pour plus de détails, voir Fiche technique et Distribution.
Winnie l'ourson : Bonne Année ! ou Winnie l'ourson : Bonne année Winnie ! au Québec (Winnie the Pooh: A Very Merry Pooh Year) est un long-métrage d'animation des studios Disney.
Sorti directement en vidéo en 2002 et inspiré des personnages d'A. A. Milne, il est constitué du court téléfilm Winnie l'ourson : Noël à l'unisson (Winnie the Pooh and Christmas Too, 1991) encadré de deux segments inédits.

## Synopsis
Winnie va passer Noël avec ses amis. Le soir, Coco Lapin se replonge dans les souvenirs du dernier Noël qu'ils ont passé ensemble. À cause d'une lettre au Père Noël qui ne veut pas partir au Pôle Nord, Winnie doit se déguiser en Père Noël pour sauver Noël. Aidé de Porcinet, il offrira des cadeaux à ses amis. Malheureusement ce ne sont pas ceux que voulaient les amis de Winnie. Finalement avec ou sans lettre le 25, nos amis découvrent leurs cadeaux.
Puis chez Winnie c'est la nouvelle année. Avec comme dit Jean-Christophe des résolutions. Nos amis partent chez Coco Lapin pour lui dire de décorer sa maison car on fête le Nouvel An chez lui. Coco Lapin n'est pas d'accord et dit à nos amis que Winnie est trop gourmand, Porcinet peureux, Tigrou trop bondissant et Bourriquet terne. Nos amis échangent leurs places et bientôt, alors que Coco quitte la forêt qu'il ne trouve pas calme, nos amis lui montrent qu'ils ont changé. À force de ne plus manger de miel Winnie est devenu triste, Bourriquet est redevenu heureux en mangeant du miel. Porcinet bondit et Tigrou a peur. Coco Lapin trouve cela pire que tout et apprend que ses amis ont changé pour lui faire plaisir. Ils passent alors un joyeux Nouvel An.

## Fiche technique
- Titre original : Winnie the Pooh: A Very Merry Pooh Year
- Titre français : Winnie l'ourson : Bonne Année !
- Titre québécois : Winnie l'ourson : Bonne Année, Winnie ![1]
- Réalisation : Jamie Mitchell (Winnie the Pooh and Christmas Too), Gary Katona et Ed Wexler
- Scénario : Karl Geurs (Winnie the Pooh and Christmas Too, A Very Merry Pooh Year), Mark Zaslove (Winnie the Pooh and Christmas Too), Brian Hohfeld (Happy Pooh Year), Ted Henning (A Very Merry Pooh Year) d'après A. A. Milne
- Musique : Mark Watters ; Steve Nelson et Thomas Richard Sharp (Winnie the Pooh and Christmas Too)

- - Chansons :  Richard M. Sherman et Robert B. Sherman (Winnie the Pooh), Michael et Patty Silversher (Snow Snows, Happy Pooh Year, Hunny, No Not For Me)

- Sociétés de production : Walt Disney Pictures et Walt Disney Television Animation
- Société de distribution : Buena Vista Home Entertainment
- Pays de production :  États-Unis
- Langue originale : anglais
- Format : Couleurs - vidéo - 1,33:1 - son stéréo
- Durée : 65 minutes
- Dates de sortie : 
  - États-Unis : 12 novembre 2002
  - France : 4 décembre 2002

## Distribution

### Voix originales
- Jim Cummings : Winnie the Pooh (Winnie l'ourson en VF) / Tigger (Tigrou en VF)
- John Fielder : Piglet (Porcinet en VF)
- Ken Sansom : Rabbit (Coco Lapin en VF)
- Peter Cullen : Eeyore (Bourriquet en VF)
- Kath Soucie : Kanga (Maman Gourou en VF)
- Nikita Hopkins : Roo (Petit Gourou en VF)
- Michael Gough : Gopher (Grignotin en VF)
- William Green : Christopher Robin (Jean-Christophe en VF)
- Michael York : Narrator (le narrateur en VF)

### Voix françaises
- Roger Carel : Winnie l'ourson / Coco Lapin
- Patrick Préjean : Tigrou
- Hervé Rey : Porcinet
- Wahid Lamamra : Bourriquet
- Céline Monsarrat : Maman Gourou
- Camille Donda : Petit Gourou
- Guy Piérauld : Grignotin
- Gwenaël Sommier : Jean-Christophe
- François Berland : Narrateur

### Voix québécoises
- Pierre Lacasse : Winnie l'ourson
- Daniel Picard : Tigrou
- Daniel Lesourd : Porcinet
- Alain Gélinas : Coco Lapin
- Vincent Potel : Bourriquet
- Madeleine Arsenault : Maman Gourou
- François-Nicolas Dolan : Petit Gourou
- Pierre Verville : Grignotin
- Xavier Dolan : Jean-Christophe
- Robert Maltais : Narrateur
- Linda Mailho : Soliste
- Luc Campeau : chœurs

## Chansons du film
- Winnie l'ourson (Winnie the Pooh)
- Le beau jour est aujourd'hui
- Les Clochettes
- La neige, la neige (Snow Snows)
- Bonne année, Winnie l'ourson (Happy Pooh Year)

- Du miel, non pas pour moi (Hunny, No Not For Me)